# Sijavuš-paša Hrvat
Sijavuš-paša Hrvat (u. 1594. ili 1602.) je bio visoki dužnosnik na osmanskom dvoru hrvatskog podrijetla. U trima je navratima bio veliki vezir: 24. prosinca 1582. – 28. srpnja 1584., 15. travnja 1586. – 2. travnja 1589. i 4. travnja 1592. – 28. siječnja 1593.
Bilo je to u vrijeme turske uprave kad je velik broj Hrvata-muslimana dosizao visoke časti u carstvu tako da se među imenima kojima se i danas diči turska povijest nalaze i mnoga imena hrvatskih velikana. Ističu se dvadeset i četvorica vezira iz krajeva gdje žive Hrvati: Mahmud-paša Hrvat (miljenik sultana Mehmeda), Davut-paša Bogojević, Ahmed-paša Hercegović, Sinan-paša Borovinić, Rustem-paša Hrvat, Mehmed-paša Sokolović, Mural-paša Hrvat, Dilaver-paša Hrvat, Ishak-paša Gazi, Jakub-paša Hadun, Jakub-paša Bošnjak, Salih-paša Nevesinjac, Sulejman-paša Prijepoljac te drugi.
Turski ga izvori nazivaju Siyavuş Paşa i Kanijeli Siyavuş Paşa.